# Culter Fell
Culter Fell är en kulle i Storbritannien.   Den ligger i kommunen South Lanarkshire och riksdelen Skottland, i den centrala delen av landet, 500 km nordväst om huvudstaden London. Toppen på Culter Fell är 552 meter över havet.
Terrängen runt Culter Fell är huvudsakligen lite kuperad. Runt Culter Fell är det glesbefolkat, med 8 invånare per kvadratkilometer. Närmaste större samhälle är Biggar, 9,3 km norr om Culter Fell. Trakten runt Culter Fell består i huvudsak av gräsmarker.